# Simaba orinocensis
Simaba orinocensis là một loài thực vật có hoa trong họ Thanh thất. Loài này được Kunth miêu tả khoa học đầu tiên năm 1823.